# Qianjiang csoport
A Zhejiang Qianjiang Motorcycle Co. Ltd. (浙江钱江摩托股份有限公司, Csöcsiang Csiencsiang Motuo Kufen Juhszien Kungsze (Zhèjiāng Qiánjiāng Mótuō Gǔfèn Yǒuxiàn Gōngsī)), röviden Qianjiang Motorcycle a Benelli és Qianjiang Motorcycles védjegyek bejegyzett tulajdonosa. Fő tevékenysége robogók, motorkerékpárok, elektromos kerékpárok gyártása és forgalmazása. 2005-ben a vállalat a Keewayvel közösen megvásárolta a Benelli olasz motorkerékpár gyárat.

## A QianJiang csoport története
A vállalatot 1985-ben alapították a kínai Csöcsiang (Zhejiang) tartományban.
2005-ben a Keeway és a kínai Qianjiang Motor (H.K.) Limited tulajdonába került az olaszországi Benelli motorkerékpár gyár, ahol egy Kutató-Fejlesztő központot is létrehoztak a Keeway modellek fejlesztésére. Azóta a magyarországi központban is forgalmazzák a Benelli modelleket a Keeway modellekkel párhuzamosan.
2007-re 37 országban volt jelen a KEEWAY. Több leányvállalatot is létrehoztak, többek között Lengyelországban, Olaszországban, Spanyolországban, Franciaországban, Horvátországban, Finnországban jöttek létre ezek a vállalatok. 2007 végére Észak- és Dél-Amerika országainak nagy részén is jelen volt a Keeway márka, Ázsiában a regionális központot Sanghajban hoztak létre, 7 leányvállalattal együtt (Vietnámban és hat másik jelentős közép- és délkelet-ázsiai országban.) Afrikában jelenleg nyolc országban érhetők el a KEEWAY robogói, motorkerékpárjai.
A magyar leányvállalat megalapítására 1999-ben került sor Miskolcon, majd 2000-ben költözött az európai központ Szentendrére, ahol egy 200 négyzetméteres bemutatóterem, egy több mint 2000 négyzetméteres raktárépület és egy 450 négyzetméteres központi szerviz létrehozásával működik.

## Keeway Kutatás és Fejlesztés Központ
A kezdetektől fogva a KEEWAY együttműködött formatervező irodákkal annak érdekében, hogy minél több új modellt tudjon bemutatni, később egy saját kutatás és fejlesztés bázist hozott létre Olaszországban. A K&F iroda élén ipari mérnökök csapata áll, akik korábban neves motorkerékpár gyártó cégeknél tevékenykedtek.

## Robogók
|           |          |             |
| Cityblade | Fact Evo | Silverblade |

Az alábbi listában szereplő kereskedelmi nevű robogók kerültek gyártásra a Keeway márkanév alatt. A vastagon szedett modellek 2022. februárjában elérhetők kereskedelmi forgalomban.
- AGORA 50
- ARN 50
- Blade 125
- Cityblade 125
- E-Zi Mini
- E-Zi Plus
- Fact 125
- Fact 50
- Fact City 50
- Fact Evo 125
- Fact Evo 50
- Fact Focus 50
- Flash 50
- Goccia 50
- Hacker 125
- Hacker 50
- Hurricane 50
- Logik 125
- Matrix 125
- Matrix 50
- Milan 50
- Outlook 125
- Outlook 50
- Pixel 50
- RY6
- Silverblade 125
- Swan 50
- Target 125
- Urbanblade 50
- Vieste 125
- Vieste 300
- X-Blade 50
- Zahara 125
- Zahara 50

## Motorok

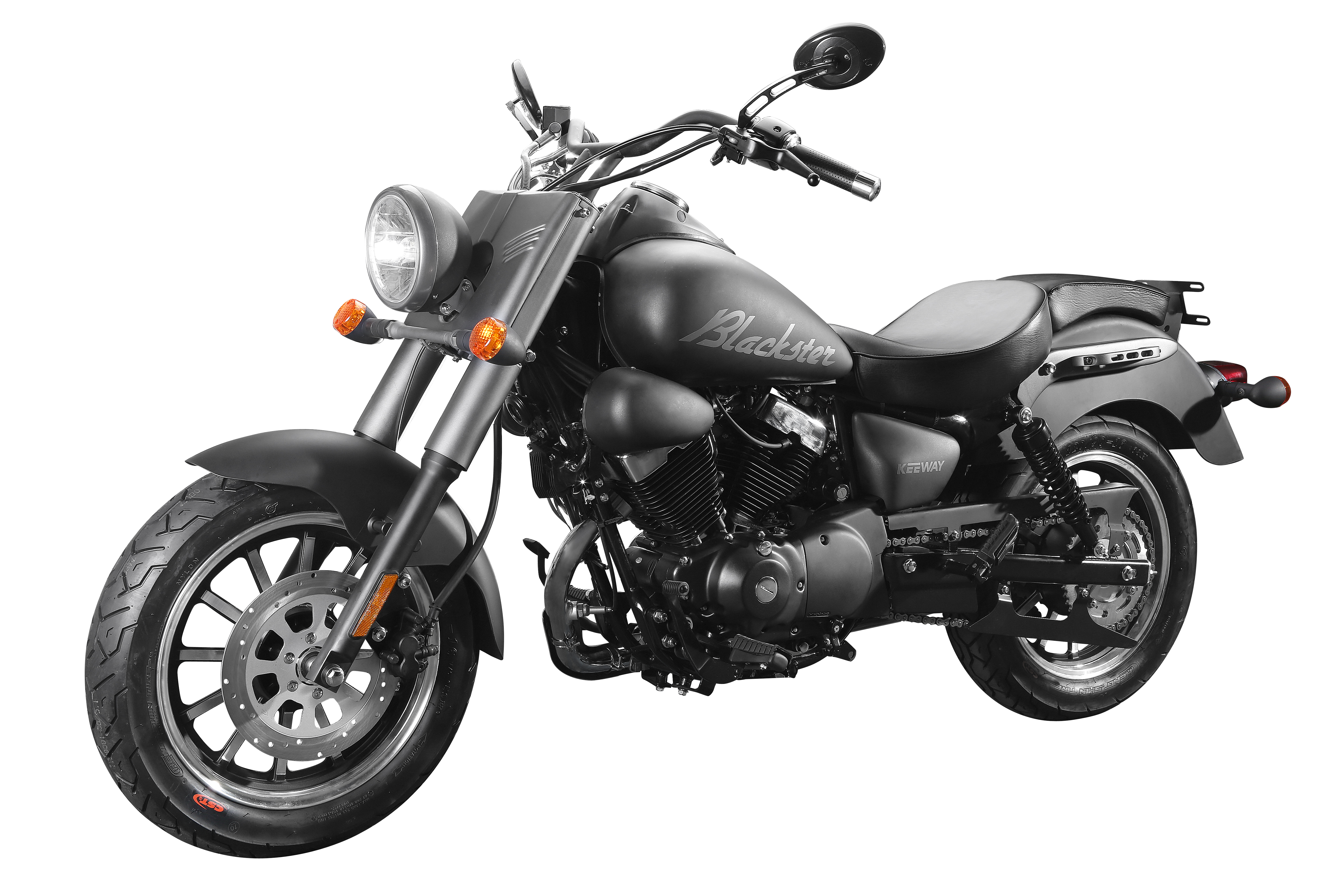
BLACKSTER

Az alábbi listában szereplő kereskedelmi nevű motorkerékpárok kerültek gyártásra a Keeway márkanév alatt. A vastagon szedett modellek 2022. februárjában elérhetők kereskedelmi forgalomban.
- Blackster 250
- Cruiser 250
- K-Light 125
- RK 125
- RKF 125
- RKR 125
- RKS 125
- RKV 125
- Speed 125
- Strike 125
- Superlight 125
- Supershadow 250
- TX125
- TX 50
- X-Ray 50[7]

## Egyéb járművek és kiegészítők
- ATV 500 4X4 QUAD

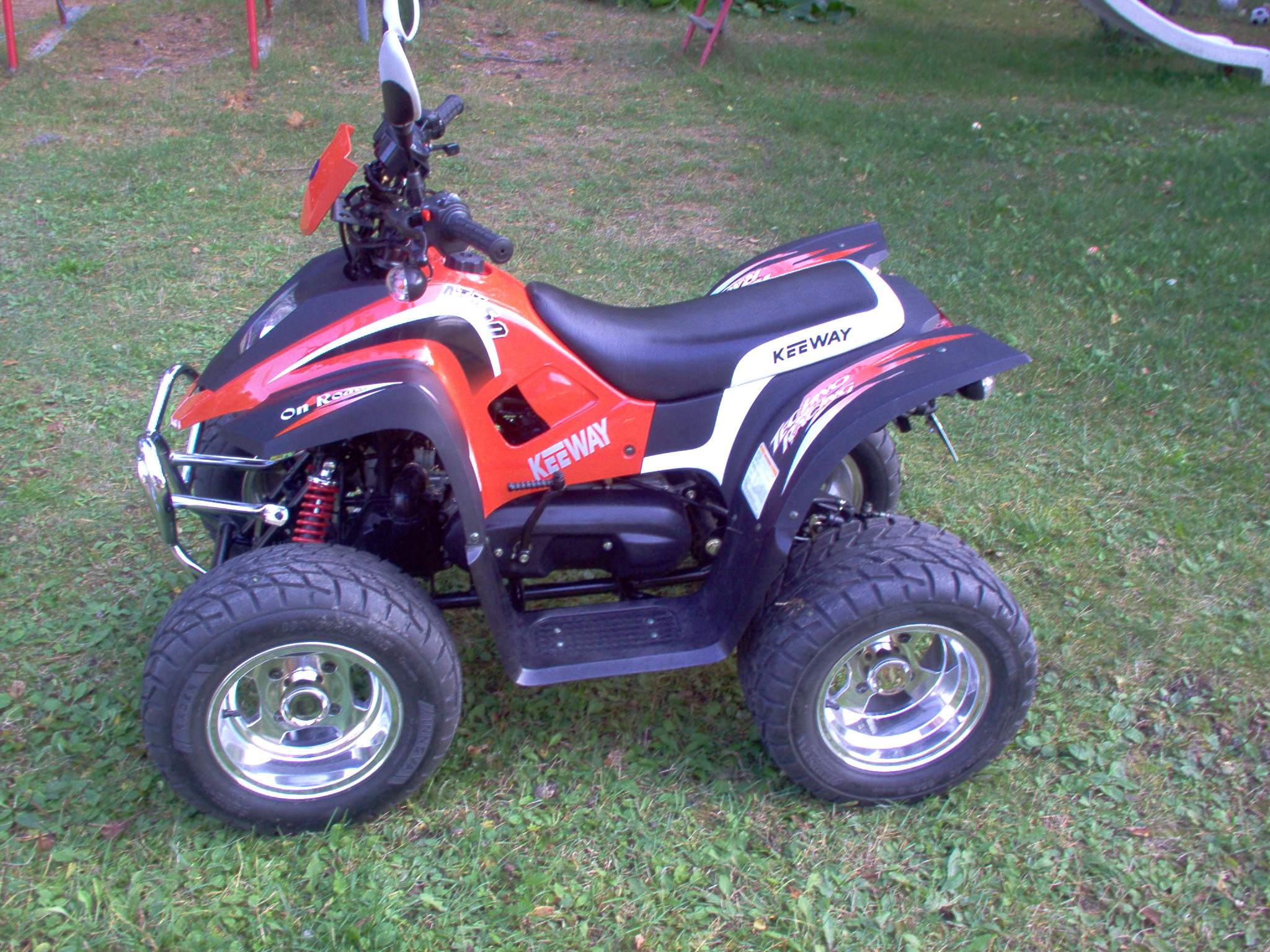
Keeway quad

- GOCCIA és BENELLI elektromos kerékpárok
- Bukósisakok